# Tanjung Pinang
Tanjung Pinang là thủ phủ của quần đảo Riau (Kepulauan Riau) là một quần đảo đồng thời là một tỉnh của Indonesia. Tuy nhiên, Batam là thành phố đông dân nhất tỉnh. Thành phố này là một cảng thương mại giữa các đảo trong quần đảo Riau. Tanjung Pinang nằm ở phía nam của hòn đảo Bintan và phà và tàu cao tốc kết nối Batam, Singapore (40 km), và Johor Bahru.
Tanjung Pinang là một trung tâm chính trị cách đây 500 năm, khi người Bồ Đào Nha thắng trận Malacca và Sultan Mahmud của Malacca chạy trốn đến Tanjung Pinang để tạo ra một kháng cự chống lại việc mở rộng rất thù địch của Bồ Đào Nha.
Tanjung Pinang đã luôn luôn đóng một vai trò hàng đầu trong nền văn hóa Mã Lai. Một vài trăm năm trước đây, Tanjung Pinang đã trở thành một cảng thương mại mạnh, thu hút khu vực, các thương nhân phương Tây, Ấn Độ và Trung Quốc. Người di cư bao gồm cả Trung Quốc cũng thu hút nhiều trong cùng một cách như thế nào Malacca đã phát triển thành một cường quốc khu vực ba thế kỷ trước đó.

## Địa lý

### Khí hậu
| Dữ liệu khí hậu của Tanjung Pinang (1991-2020) | Dữ liệu khí hậu của Tanjung Pinang (1991-2020) | Dữ liệu khí hậu của Tanjung Pinang (1991-2020) | Dữ liệu khí hậu của Tanjung Pinang (1991-2020) | Dữ liệu khí hậu của Tanjung Pinang (1991-2020) | Dữ liệu khí hậu của Tanjung Pinang (1991-2020) | Dữ liệu khí hậu của Tanjung Pinang (1991-2020) | Dữ liệu khí hậu của Tanjung Pinang (1991-2020) | Dữ liệu khí hậu của Tanjung Pinang (1991-2020) | Dữ liệu khí hậu của Tanjung Pinang (1991-2020) | Dữ liệu khí hậu của Tanjung Pinang (1991-2020) | Dữ liệu khí hậu của Tanjung Pinang (1991-2020) | Dữ liệu khí hậu của Tanjung Pinang (1991-2020) | Dữ liệu khí hậu của Tanjung Pinang (1991-2020) |
| Tháng                                          | 1                                              | 2                                              | 3                                              | 4                                              | 5                                              | 6                                              | 7                                              | 8                                              | 9                                              | 10                                             | 11                                             | 12                                             | Năm                                            |
| ---------------------------------------------- | ---------------------------------------------- | ---------------------------------------------- | ---------------------------------------------- | ---------------------------------------------- | ---------------------------------------------- | ---------------------------------------------- | ---------------------------------------------- | ---------------------------------------------- | ---------------------------------------------- | ---------------------------------------------- | ---------------------------------------------- | ---------------------------------------------- | ---------------------------------------------- |
| Trung bình ngày tối đa °C (°F)                 | 30.2 (86.4)                                    | 30.7 (87.3)                                    | 31.3 (88.3)                                    | 31.6 (88.9)                                    | 31.5 (88.7)                                    | 31.1 (88.0)                                    | 30.8 (87.4)                                    | 30.9 (87.6)                                    | 31.0 (87.8)                                    | 31.0 (87.8)                                    | 30.3 (86.5)                                    | 30.0 (86.0)                                    | 30.9 (87.6)                                    |
| Trung bình ngày °C (°F)                        | 26.9 (80.4)                                    | 27.0 (80.6)                                    | 27.4 (81.3)                                    | 27.7 (81.9)                                    | 27.9 (82.2)                                    | 27.5 (81.5)                                    | 27.3 (81.1)                                    | 27.3 (81.1)                                    | 27.3 (81.1)                                    | 27.3 (81.1)                                    | 27.0 (80.6)                                    | 26.9 (80.4)                                    | 27.3 (81.1)                                    |
| Tối thiểu trung bình ngày °C (°F)              | 23.6 (74.5)                                    | 23.3 (73.9)                                    | 23.5 (74.3)                                    | 23.7 (74.7)                                    | 24.2 (75.6)                                    | 23.9 (75.0)                                    | 23.7 (74.7)                                    | 23.7 (74.7)                                    | 23.6 (74.5)                                    | 23.6 (74.5)                                    | 23.6 (74.5)                                    | 23.7 (74.7)                                    | 23.7 (74.7)                                    |
| Nguồn: cuacalab.id                             |                                                |                                                |                                                |                                                |                                                |                                                |                                                |                                                |                                                |                                                |                                                |                                                |                                                |